# 第一次聖伊德方索條約

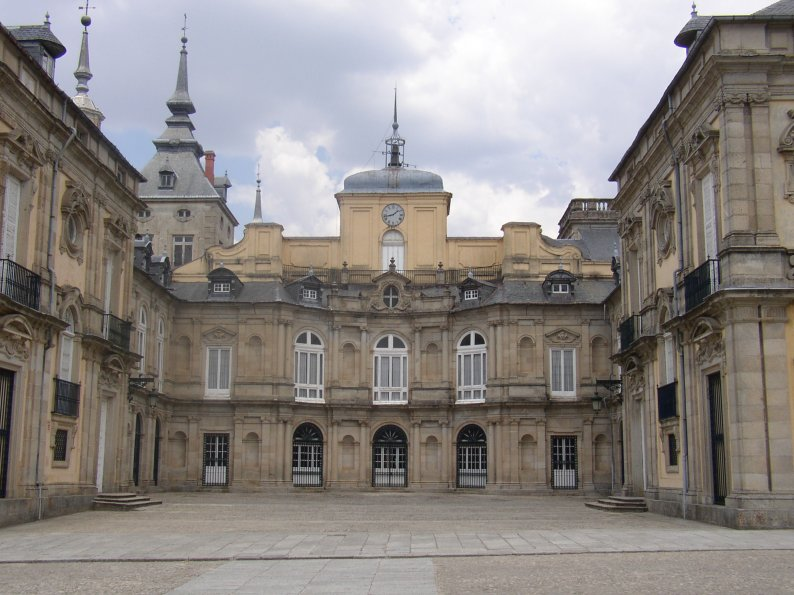
聖伊德方索宮

第一次聖伊德方索條約（西語：Primeiro tratado de Santo Ildefonso，葡語：Primero tratado de San Ildefonso）是西班牙帝國和葡萄牙帝國在1777年10月1日締結的條約。根據條約，葡萄牙承認西班牙領有現在的烏拉圭，同時獲得亞馬遜盆地。
條約的名稱來自締約的地點聖伊德方索宮。